# Ercilla (Gattung)
Ercilla ist eine Pflanzengattung innerhalb der Familie der Kermesbeerengewächse (Phytolaccaceae). Die zwei Arten kommen in Chile vor. Ein Vorkommen in Peru ist nicht gesichert.

## Beschreibung

### Vegetative Merkmale
Ercilla-Arten handelt sich um Kletterpflanzen, die ähnlich wie Efeu mit Adventivwurzeln am Untergrund haften. Die immergrünen, kletternden Sträucher können eine Wuchshöhe von 20 Meter erreichen. Die dicht belaubten Sprossachsen sind kaum verzweigt. Die wechselständig angeordneten Laubblätter sind bei einer Länge von 2,5 bis 7 Zentimetern sowie einer Breite von 2 bis 5,5 Zentimetern eiförmig bis länglich.

### Generative Merkmale
Die Blüten erscheinen im Frühling in dichten traubigen Blütenständen. Die duftenden Blüten haben einen Durchmesser von 6 bis 7 Millimeter. Ihre fünf grünen Tepalen zeigen purpurfarbene Ränder. Sechs bis zehn Staubblätter ragen aus den Blütenkronen hervor. Die Beeren sind bei Reife rot bis purpurfarben.

## Systematik
Die Gattung Ercilla wurde 1832 durch Adrien Henri Laurent de Jussieu in Annales des Sciences Naturelles (Paris), Band 25, S. 11 aufgestellt. Der Gattungsname Ercilla ehrt den spanischen Dichter Alonso de Ercilla y Zúñiga, der als Begründer der chilenischen Literatur gilt. Typusart ist Ercilla spicata (Bertero) Moq., die ursprünglich als Ercilla volubilis A.Juss. erstbeschrieben wurde.
Es gibt etwa zwei Arten in Gattung Ercilla in Chile:
- Ercilla syncarpellata Nowicke: Chile.[1]
- Ercilla spicata (Bertero) Moq. (Syn.: Ercilla volubilis A.Juss.): Chile.[1]

## Nutzung
Ercilla volubilis ist in Botanischen Gärten zu sehen. Sie wurde als Zierpflanze 1840 aus Chile in die Gartenkultur eingeführt.